# Lepidodexia similis
Lepidodexia similis är en tvåvingeart som beskrevs av Guilherme A.M.Lopes 1984. Lepidodexia similis ingår i släktet Lepidodexia och familjen köttflugor.
Artens utbredningsområde är Ecuador. Inga underarter finns listade i Catalogue of Life.